# Daru Bence
Daru Bence (Budapest, 1994. június 5. –) magyar labdarúgó. Csatárposzton szerepel.

## Pályafutása

### Klubcsapatokban
Daru 2013-ban került a Honvéd utánpótlásából az ekkor még a másodosztályban szereplő tartalékcsapathoz. Ezelőtt mindössze egy NB II-es találkozón kapott bizalmat. Rögtön első hivatalos meccsén a tartalékcsapatban gólt szerzett a Szeged 2011 elleni 2–1-es siker alkalmával. Ezután a Balmazújvárosnak is betalált (2–2). A szezon végén a bajnoki rendszer átszervezése miatt a Honvéd II visszacsúszott a harmadosztályba, de Daru ott is élvezte a bizalmat: 23 meccsen 10 alkalommal talált a hálóba. 2014 telén profi szerződést kötött vele a Budapest Honvéd, a felkészülési mérkőzéseken jól szerepelt, de tavasszal is csak a tartalékok közt kapott lehetőséget. A Rákosmente KSK ellen duplázott, az alapemberek közé volt sorolható. Szezon közben lemondott a nagy csapat vezetőedzője, Marco Rossi, utódja Simon Miklós lett, aki az utolsó fordulókban sok fiatalnak is lehetőséget adott, de Daru nem került be továbbra sem a csapatba. Az 50 ezer euró értékű jobblábas csatár 2014 nyarán visszatérhetett a másodosztályba, a BFC Siófok egy évre kölcsönvette. Itt egy fél szezont töltött, majd 2015 januárjában a szintén Zalaegerszegi TE szerződtette. A következő, 2015-16-os idényt felemás érzésekkel zárhatta, ugyan ő 22 góljával gólkirály lett, a feljutást nem sikerült kiharcolnia a Zetének. A 2016-2017-es szezon téli szünetében kölcsönbe az NB I-es Paksi FC-hez került fél évre.
ű
2018. január 30-án a másodosztályú ETO FC Győrhöz írt alá.

## Sikerei, díjai
Egyéni
- NB II-es gólkirály (1): 2015-16 (22 gól)

## Külső hivatkozások
- Daru Bence (magyar nyelven). mlsz.hu
- Daru Bence (magyar nyelven). hlsz.hu